# Balzova–Schiemannova reakce
Balzova–Schiemannova reakce je organická reakce, při které se primární aromatický amin přeměňuje na arylfluorid přes diazoniumtetrafluorboritanový meziprodukt. Používá se na přípravu fluorbenzenu a některých podobných sloučenin, jako je kyselina 4-fluorbenzoová. Objevili ji němečtí chemici Günther Schiemann a Günther Balz.
Podobá se Sandmeyerově reakci, při které se diazoniové soli mění na jiné arylhalogenidy, než jsou fluoridy.

## Vylepšení
V původní Balzově–Schiemannově reakci se používal HBF4 a diazoniová sůl byla izolována. Později byly jako protiionty použity jiné ionty, než je tetrafluorboritanový, například hexafluorfosforečnanový (PF6−) a hexafluorantimoničnanový (SbF6−) anion, které umožnily u některých substrátů dosáhnout vyšší výtěžnosti. Diazotaci lze zefektivnit pomocí nitrosoniových solí, jako například [NO]SbF6, aniž by bylo třeba diazoniovou sůl izolovat.